# Casa de Juste

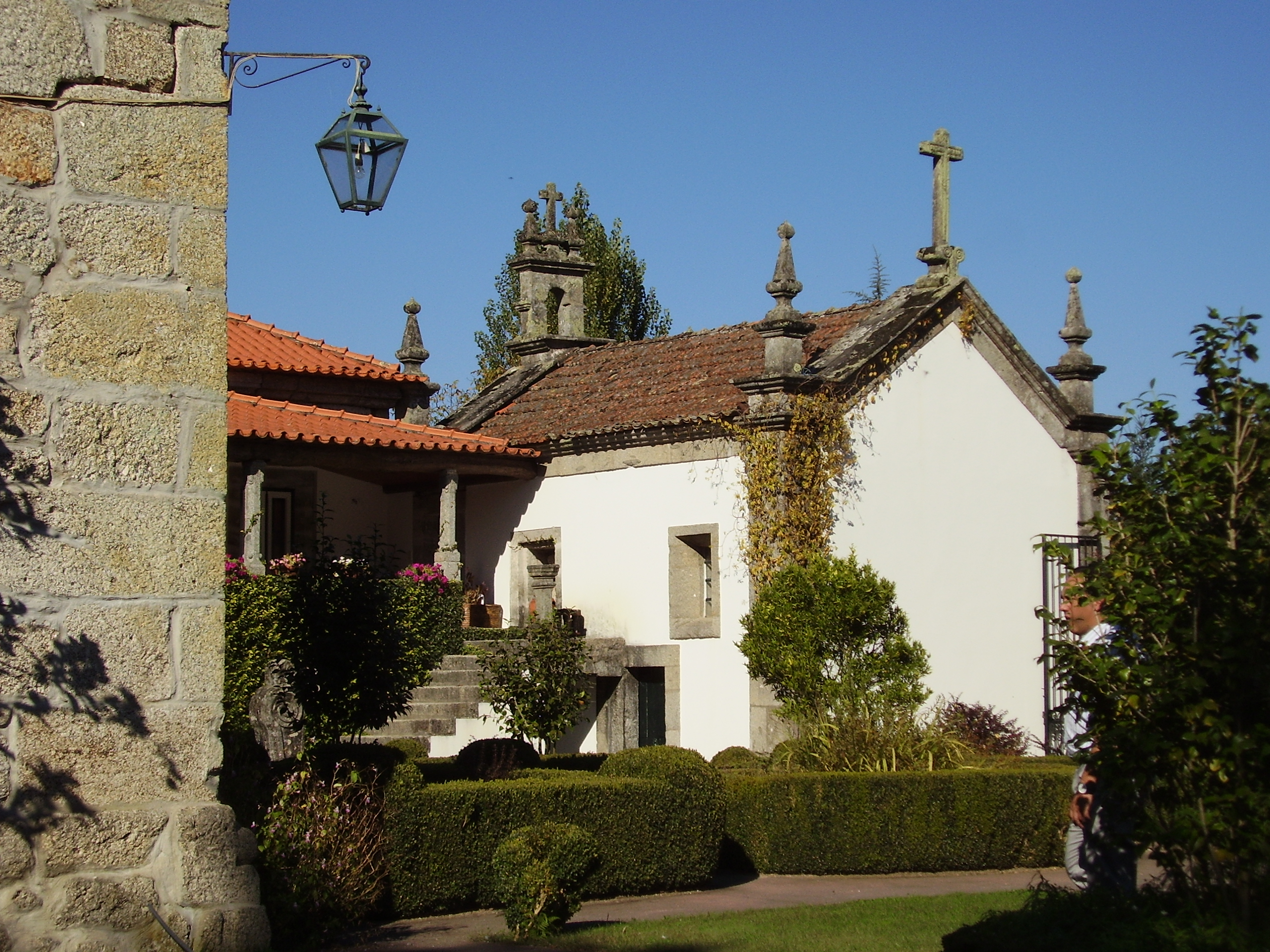

A Casa de Juste é uma casa situada na freguesia portuguesa de Torno, no Município de Lousada.
Trata-se de um solar do século XVI, com características arquitectónicas desde o medieval ao barroco. Apresenta algumas particularidades como uma janela do estilo manuelino e na capela um altar de talha dourada do século XVI.
Foi propriedade de Eduardo Vieira de Melo da Cunha Osório, um dos principais impulsionadores do republicanismo em Lousada.
Hoje em dia, a Casa de Juste funciona como casa de turismo de habitação.